# Francouzština
Francouzština (dříve též nazývaná franština) je románský jazyk, je státním jazykem např. ve Francii, Belgii, Švýcarsku, Kanadě a v některých afrických zemích.
Francouzština jako samostatný jazyk se formovala přibližně v 6.–8. století ve franské říši, kde se v bývalé římské provincii Galie užívala vulgární latina (galorománština) ovlivňovaná germánskými jazyky Franků a dalších kmenů. Starofrancouzština se užívala v severní části bývalé Galie a označovala se také jako langue d'oïl, pro odlišení od jižní okcitánštiny (langue d'oc). Za nejstarší doklad francouzštiny je obvykle považována štrasburská přísaha Karla Holého z roku 842. Koncem středověku se francouzština prosadila jako oficiální jazyk království a v novověku se vyvinula klasická literární francouzština. Po francouzské revoluci začala být francouzština prosazována jako nástroj národního sjednocení země, kde se mluvilo množstvím místních jazyků a dialektů, tzv. „patois“.

## Vznik a vývoj

### Původ
Prvopočátky vývoje francouzštiny jako románského jazyka jsou spojovány s postupným pronikáním římského vojevůdce Julia Caesara do Galie v letech 58 až 52 př. n. l. Vítězní Římané se ujali administrativy v zemi a úředním jazykem se stala latina (především ve formě mluvené vulgární latiny).
Původní keltský jazyk Galů přežíval i nadále, a to převážně v mluvené podobě na venkově, zčásti i v městských domácnostech.
Tento proces, který se označuje jako romanizace, probíhal od jihu země a rozdíly v nářečích lze pozorovat ještě dnes. Tzv. provençal, nářečí kraje Provence, je svou výslovností velmi podobné italštině.

### Období Germánů
Germáni pronikali na galská území v pozdním starověku. Vulgární latina se postupně vytrácela a přežívala pouze ve formě latiny klasické, která se stala od roku 313 vyhlášením Ediktu milánského jediným jazykem bohoslužeb.
Země byla relativně roztříštěná a vyvíjela se místní nářečí (patois), z nichž nejvýznamnější je nářečí 'Île-de-France. Postupně se utvořily tři hlavní jazykové oblasti:
- Nářečí severu země – la langue d'oïl, označované podle toho, že ano (oui) se v tomto nářečí vyslovuje jako oïl.
- Nářečí jihu země – la langue d'oc, označované podle toho, že ano (oui) se v tomto nářečí vyslovuje jako oc. Nepatří vlastně do francouzštiny, jazykověda je považuje za samostatný románský jazyk, okcitánštinu.
- Nářečí frankoprovensálská - le francoprovençal, ve východní oblasti, v okolí měst Lyon, Ženeva a Grenoble. Nepatří vlastně do francouzštiny, jazykověda je považuje za samostatný románský jazyk, franko-provensálštinu.

#### Vliv germánských jazyků na francouzštinu
- Vznik tzv. h aspiré, které má vliv na vázání slov. Zatímco v germánských jazycích se hláska 'h' vyslovuje, ve francouzštině tomu tak není. Ve slovech s 'h' germánského původu nelze provádět elizi (např. le Havre /ləavʀ/, ale l'hôtel /lɔtɛl/).
- Vzniká charakteristický přízvuk francouzštiny (accent pointu), většinou na koncové slabice slova. Protože v germánských jazycích je přízvuk na první slabice, došlo k redukci výslovnosti koncových slabik u původních latinských slov. Tak např. z latinského slova TĒLA se vyvinulo francouzské 'toile' /twal/ s tzv. němým e na konci.
- V románských jazycích je přídavné jméno umístěno většinou za podstatným jménem. Díky vlivu germánských jazyků lze některá krátká přídavná jména ve francouzštině nalézt před podstatným jménem (např. un petit garçon).

### Období šíření křesťanství
V roce 496 se franský král Chlodvík I. oženil s burgundskou kněžnou Klotildou a přijal i její katolickou víru. Tak se katolické křesťanství stalo oficiálním náboženstvím Franské říše. Znovu se vrátil vliv latiny, která se vyvinula do různých nářečí.

#### Karel Veliký a počátky francouzštiny
Ještě v období vlády Karla Velikého se nedalo mluvit o francouzštině jako takové. Jazyk, kterým se v té době mluvilo, byl složen z mnoha nářečí a souhrnně jej francouzština označuje jako la langue romaine.
Karel Veliký dbal na šíření kultury a miloval klasickou latinu. Zakládal školy jak pro obyčejný lid při každé farnosti, tak školy pro vzdělance při každém klášteře, kde se vyučovalo klasické latině. (Tato tradice však po jeho smrti zanikla a mnoho škol bylo zrušeno a opuštěno.)
Z Anglie si pozval mnicha Alquina, jehož úkolem bylo postarat se o znovunalezení pravidel klasické latiny. Ta se stává jediným jazykem vzdělanců a jediným psaným jazykem. Pro tyto účely vzniklo nové písmo, které se nazývá karolinská minuskula. Z karolinské minuskuly vznikla později malá písmena abecedy, kterou používáme dnes i my – nazývá se latinka. Velká písmena (majuskule) byla převzata z antických nápisů.
Po smrti Ludvíka Pobožného, syna Karla Velikého, byla země rozdělena. Mezi Ludvíkovými syny dochází k bojům o moc a Ludvík Němec a Karel Holý uzavírají alianci proti staršímu bratru Lotharovi. Za tímto účelem vzniká Štrasburská přísaha, dokument, který jako první v písemné podobě dokládá podobu staré francouzštiny (la langue romaine).
Jazyk, který díky šíření kultury vzniknul v období karolinské renesance, se ve francouzštině nazývá la langue franque nebo la langue francienne, tedy základ moderní francouzštiny.

#### Změny jazyka vtomto období

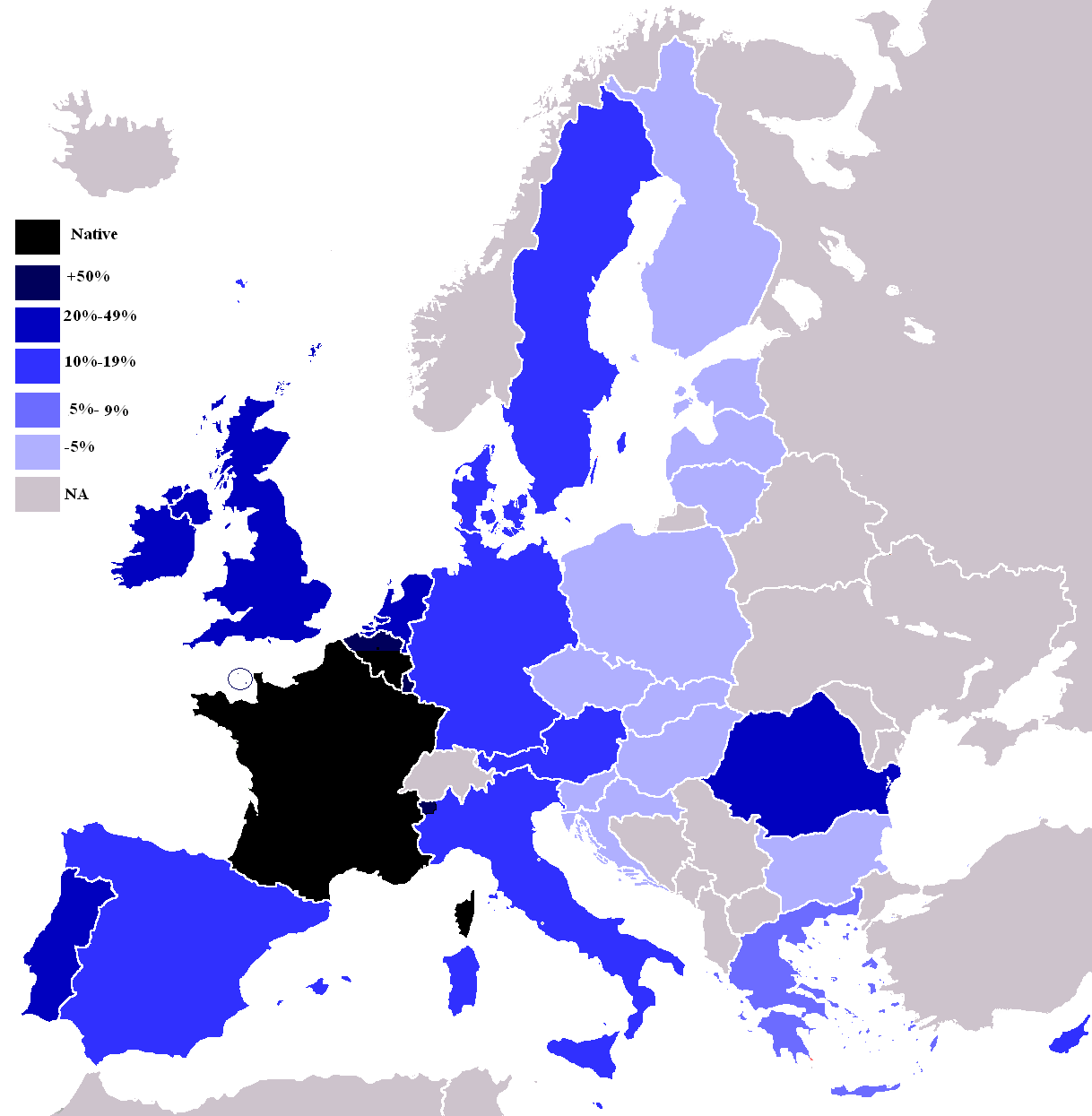
Znalost francouzštiny v Evropské Unii

Obnova klasické latiny měla vliv především na slovní zásobu. Vznikala tzv. dubleta, tedy dvě slova různé pravopisné i fonetické formy, která pocházela ze stejného latinského základu. Příčinou je dvojí podoba latiny. Vulgární latina, kterou používal prostý lid, dala za vznik jednomu tvaru, vznikajícímu přirozenou cestou, a latina klasická, kterou používali učenci, dala za vznik druhému tvaru. Tato slova vznikala uměle a vyplňovala mezery ve slovní zásobě, bylo-li třeba popsat nový jev.
Např. z latinského hospitalem vzniklo přirozeným vývojem hôte (hostitel) nebo hôtel (hotel) a uměle bylo vytvořeno hôpital (nemocnice).
Změny v pravopise:
- Změna souhlásky c na spřežku ch /ʃ/ (např. z latinského castelum vzniká château)
- Souhláska 's' v některých případech mizí před samohláskami, místo ní se nad samohláskou píše cirkumflex ^ (např. z latinského insula vzniká île – ostrov)
- V pravopise mizí souhláska 'l' a mění se na spřežku 'au' /o/, která se v mnoha případech už ani v latině nevyslovovala (např. z latinského auba vzniká aube - úsvit)

## Francouzština ve světě
Z francouzštiny pochází velká část mezinárodních slov – 45 % slov v dnešní angličtině má francouzský (a zprostředkovaně přes francouzštinu vlastně latinský) původ. Francouzština je mezinárodním diplomatickým jazykem, komunikačním jazykem EU, NATO, OSN a dalších mezinárodních organizací; po 2. světové válce je však vytlačována angličtinou a její celosvětový význam je menší (přes snahu francouzské vlády podporovat šíření jazyka v zahraničí).

## Abeceda a výslovnost
Francouzština se píše latinkou s diakritickými znaménky. Písmena s diakritikou se v abecedním pořadí řadí tak, jako by diakritiku neobsahovala, tj. např. slovo mère je v abecedě mezi slovy merci a mettre.
| velká písmena | A | B | C   | D | E | F | G   | H | I | J | K | L | M | N | O | P | Q | R | S   | T | U | V | W | X   | Y   | Z |
| malá písmena  | a | b | c   | d | e | f | g   | h | i | j | k | l | m | n | o | p | q | r | s   | t | u | v | w | x   | y   | z |
| výslovnost    | a | b | k/s | d | e | f | g/ž | – | i | ž | k | l | m | n | o | p | k | r | s/z | t | ü | v | v | s/z | i/j | z |

| velká písmena | À | Â | Æ | Ç | Ë | È | É | Ê | Ï   | Î | Ô | Œ | Ü | Ù | Û | Ÿ   |
| malá písmena  | à | â | æ | ç | ë | è | é | ê | ï   | î | ô | œ | ü | ù | û | ÿ   |
| výslovnost    | a | a | ä | s | e | e | e | e | i/j | i | o | ö | u | ü | ü | i/j |

Francouzština používá částečně spřežkový pravopis – ch [ʃ], gn [ɲ], ou [u], ch [ʃ], que [kɛ, k], gue [gɛ, g], aux [o] atd. U samohlásek má rozlišovací funkci otevřenost, nikoli délka jako v češtině. Dlouze se mohou (ale nemusí) vyslovovat přízvučné slabiky, pravidelně se dlouze vyslovuje přízvučná samohláska před [v], [ʀ], [z], [ʒ], [vʀ] (např. père [pɛ:ʀ] otec).
Písmeno e v nepřízvučné slabice se nečte vůbec nebo jen redukovaně [ə], na konci slova se nečte, ale ovlivňuje čtení předchozí souhlásky (gris [gri] šedý grise [gri:z] šedá). Zpravidla se nečte koncové -s, pokud není vázáno s dalším slovem začínajícím samohláskou (les âmes [lezɑm] duše – plurál). Redukce výslovnosti souhlásek se uplatňuje také u dalších zakončení slov, např. -ez, -er se vyslovuje [-e]. Kromě vázání se setkání dvojice samohlásek těsně vázaných slov zabraňuje také elizí (la + amie = l'amie přítelkyně) nebo změnou tvaru (ma + amie = mon amie má přítelkyně). Písmeno h se nečte, ale počáteční h slov germánského původu (jsou vyznačena ve slovníku) je tzv. dyšné h (h aspiré), které brání elizi a vázání (la hache, ma hache (má) sekera, na rozdíl od l'homme člověk).
Tři diakritické značky se nazývají „přízvuk“ (fr: accent), protože jsou převzaty z označování přízvuku ve starořečtině. Ve skutečnosti však neoznačují různé přízvuky, ale částečně odlišnou výslovnost, částečně jde o historický pozůstatek, který v některých případech graficky rozlišuje homonyma.
- Accent aigu (ostrý přízvuk) – é – se čte jako zavřené [e] (např. étudiant [etydjɑ̃]); pozor: neznačí jako v češtině prodlouženou výslovnost
- Accent grave (tupý přízvuk) – à, è, ù – v případě è označuje otevřené [ɛ] (např. mère [mɛ:ʀ] matka). Jinak má jen rozlišovací funkci: ou „nebo“ – où „kde“

- Accent circonflexe (cirkumflex) – â, ê, î, ô, û – česky vokáň, připomíná obrácený háček, „stříška“. Â označuje zadní [ɑ], ê otevřené [ɛ] a ô naopak zavřené [o]. Často označuje oněměné s, tedy historické písmeno s v pozici před souhláskou, které se přestalo vyslovovat (např. fenêtre [fənɛtr] „okno“ z lat. fenestra)

Další znaménka
- Trema (dvojtečka nad samohláskou) – ë, ï, ü, ÿ – používá se ve spojení dvou hlásek, pokud chceme zachovat jejich samostatnou výslovnost. Tyto hlásky by jinak fungovaly jako spřežky a jejich výslovnost by byla redukovaná toliko na jediný foném (např. maïs [mais], ale mais [mɛ]).
- C cédille (cedilla) – ç – vyslovuje se jako [s] a používá se před tzv. tvrdými samohláskami „a“, „o“ a „u“ (např. François [fʀɑ̃sła]).

Písmeno -s- mezi dvěma samohláskami se čte [z], dvě -ss- se čtou [s]: poisson (ryba) × poison (jed), dessert (dezert) × désert (poušť).

## Gramatika
Francouzština je flektivní jazyk, rozlišuje mužský a ženský rod, dvě čísla a tři osoby. Na rozdíl od češtiny nezná střední rod ani rozlišování pádů, naopak jako čeština hojně užívá mluvnické shody. Mnohé tvary slov se ve výslovnosti neliší, např. [ami] může znamenat přítel, přítelkyně, přátelé (ami, amie, amis, amies), [parl] může znamenat: mluvím, mluvíš, mluví, k rozlišení tvarů pomáhá pravidelné používání členů (l'ami × les amis), přivlastňovacích a osobních zájmen a také vázání, kdy počáteční samohláska oživuje výslovnost koncové souhlásky předchozího slova (cher ami [šɛrami] drahý příteli × chers amis [šerzami] drazí přátelé).

### Podstatná jména
U podstatných jmen se rozlišují dva rody. Běžné je přechylování pomocí typických přípon, obecně ale nelze z tvaru slova určit rod, uvádí se ve slovníku. Množné číslo se tvoří koncovkou -s (v některých případech pravopis -x), která se však zpravidla nevyslovuje. Podstatné jméno se rodem a čísle shoduje s členy, přivlastňovacími zájmeny, přídavnými jmény a v některých případech s příčestím minulým (participe passé).

### Členy
Určitý člen v jednotném čísle před souhláskou je le pro mužský a la pro ženský rod, pokud slovo začíná samohláskou dochází u obou tvarů k elizi: l' (např. l'ami, l'amie). Určitý člen v množném čísle je les, před samohláskou se váže (les chiens [le šjē] „psi“ × les amis [le zami] „přátelé“). Neurčitý člen v jednotném čísle un, une, v množném čísle des, často redukováno na de, d'. Funkci určitého členu muže nahradit zájmeno (např. mon, ce, quel „můj, tento, který“), které se také shoduje.

### Zájmena
Francouzština používá následující osobní zájmena:
|                       | Jednotné číslo | výslovnost | Množné číslo | výslovnost | výsl. před samohláskou |
| 1. osoba              | je, j'         | [ʒə], [ʒ]  | nous         | [nu]       | [nuz]                  |
| 2. osoba              | tu             | [tü]       | vous         | [vu]       | [vuz]                  |
| 3. osoba - mužský rod | il             | [il]       | ils          | [il]       | [ilz]                  |
| 3. osoba - ženský rod | elle           | [el]       | elles        | [el]       | [elz]                  |

Kromě toho se používá neurčitá zájmena il (il pleut, „prší“) a on (on sait jamais „nikdy se neví/nikdy nevíš“). Používá se tykání a vykání podobně jako v češtině.

### Číslovky
Číslovka jedna je totožná s neurčitým členem (un/une). Řadové číslovky mají koncovku -ième a vyznačují se horním indexem: 20 vingt → 20e vingtième, kromě: 1 un/une → 1er premier / 1ère première. Ve francouzštině se u číslovek 70–99 vyskytují pozůstatky užívání dvacítkové soustavy. Tradičně se to považuje za dědictví od keltských Galů, je však možné, že to pochází od germánských Normanů, což by potvrzovaly podobné prvky u číslovek v dánštině. Číslovky kombinují desítkovou a dvacítkovou soustavu, např. číslovka 70 je soixante-dix, doslova „šedesát deset“. Doslovný překlad 80 quatre-vingts je „čtyři dvacet“, 92 se řekne „čtyři dvacet dvanáct“. Může se jednat o potřebu předejít záměně s podobně znějícími číslovkami. Výrazy septante (70) a nonante (90) se používají oficiálně ve Švýcarsku a Belgii, jsou běžné také v Itálii (Val d'Aoste), Kongu a Rwandě. Huitante (80) se používá ve Švýcarsku, v některých kantonech i oficiálně.

### Slovesa
Systém slovesných časů je mnohem bohatší než v češtině. Francouzština rozlišuje šest minulých časů (passé composé, imparfait, plus-que-parfait, passé simple, passé antérieur a passé récent), jeden přítomný a tři budoucí (futur simple, futur antérieur a futur proche). V běžné francouzštině se však používají jen některé z nich. Ze slovesných způsobů je běžně užívaný konjunktiv (subjonctif), který se do češtiny překládá různými způsoby.

## Počet slov
Běžná francouzština používá asi 32 000 slov, z nichž 20 000 je vědeckého nebo cizího původu a 12 000 je francouzského původu. Nejobsáhlejší francouzské slovníky obsahují až 90 000 slov.

## Slovníky a příručky
- Dictionnaire de l'Académie française – vydávaný od r. 1694, 9. vydání z roku 2024 obsahuje 53 tisíc slov; normativní příručka pro le bon usage, „správné užití“ (tzv. standardní francouzština)
- Le Bon Usage (přezdívané dle pův. autora le Grevisse) – normativní gramatika, 16. vydání z r. 2016 má 1750 stran
- Dictionnaires Le Robert – nakladatelství založené lexikografem Paulem Robertem, který se vymezoval vůči elitářskému přístupu, chtěl být otevřenější diverzitě a tak zahrnul i slova užívaná regionálně nebo slova verlanu
  - Le Grand Robert – 350 tisíc slov, původně vícesvazkový, nabízen formou předplatného
  - Le Petit Robert – „malá“ příruční verze, 60 tisíc slov na více než 2800 stranách, vydávaný od roku 1967, též v elektronických verzích
  - Le Petit Robert den noms propres – 40 tisíc vlastních jmen
- Trésor de la langue française informatisé – elektronické verze tezauru z let 1971–1994, 100 tisíc hesel s důrazem na historický vývoj ilustrovaný citáty

- Hachette Livre – nakladatel slovníku Littré v 19. století, na něj navázali další slovníky
- Le Petit Larousse – encyklopedický slovník (64 tisíc slov), vychází od roku 1905 každoročně (existuje i vícesvazková velká verze a online verze[3])
- Bescherelle – příručka gramatiky, zejména časování – původně příjmení bratrů, kteří vytvořili její původní verzi v 19. století

české
- Academia – Velký francouzsko-český slovník, 1974, 70 tisíc hesel
- Vlasák, Lyer – Česko-francouzský slovník, 1987, přepracovná oboustranná veze Leda – 136 tisíc fr. slov
- Neumann, Hořejší – Velký francouzsko-český slovník, 1992, 80 tisíc hesel
- Lingea oboustranný velký slovník, 2011, 105 tisíc hesel
- Francouzská mluvnice (Hendrich ad.), 2001

## Příklady

### Číslovky
| Francouzsky | Česky |
| un          | jeden |
| deux        | dva   |
| trois       | tři   |
| quatre      | čtyři |
| cinq        | pět   |
| six         | šest  |
| sept        | sedm  |
| huit        | osm   |
| neuf        | devět |
| dix         | deset |

## Vzorový text
Otčenáš (modlitba Páně):
Notre Père, qui es aux Cieux,
que ton nom soit sanctifié,
Que ton règne vienne,
que ta volonté soit faite
sur la terre comme au ciel.
Donne-nous aujourd’hui
notre pain de ce jour,
pardonne-nous nos offenses
comme nous pardonnons aussi
à ceux qui nous ont offensés,
et ne nous laisse
pas entrer à la tentation
mais délivre-nous du mal. Amen.

### Všeobecná deklarace lidských práv
| francouzsky | Tous les êtres humains naissent libres et égaux en dignité et en droits. Ils sont doués de raison et de conscience et doivent agir les uns envers les autres dans un esprit de fraternité. |
| česky       | Všichni lidé se rodí svobodní a sobě rovní co do důstojnosti a práv. Jsou nadáni rozumem a svědomím a mají spolu jednat v duchu bratrství.                                                 |